# Алмиранте Браун (тежък крайцер, 1929)
Алмиранте Браун (на испански: ARA Almirante Brown (C-1)) e тежък крайцер на ВМС на Аржентина от типа „Вейнтисинко де Майо“. Поръчан и построен в Италия.
Наречен е в чест на националния герой на Аржентина и става третия аржентински боен кораб с това име. Адмирал Уилям Браун (1777 – 1857 г.), ирландец по произход, е считан за основател на военния флот на страната. Девизът на крайцера става цитат на Браун: „Потъни, но не сваляй флага!“ (на испански: Irse a pique antes que render!)

## История на службата
Аржентинският флаг е вдигнат на „Алмиранте Браун“ на 5 юли 1931 г., когато крайцерът още е в Италия. На 27 юли „Алмиранте Браун“ заедно с „Вейнтисинко де Майо“ (на испански: ARA Veinticinco de Mayo (C-2)) тръгва към Аржентина, където двата кораба пристигат на 15 септември 1931 г. На 16 септември „Алмиранте Браун“ е официално включен в състава на ВМС на Аржентина и става флагман на дивизията крайцери. „Алмиранте Браун“, както и неговия систершип, участва във всички учения на флота, регулярно демонстрира военноморската мощ на страната на паради в Буенос Айрес. В периода януари—февруари 1937 г. корабът извършва поход в Тихия океан, където посещава портовете на Валпараисо и Каляо. През същата година крайцерът има официална визита в Рио де Жанейро, доставяйки там президента на Аржентина Агустин Хусто.
През февруари 1938 г. „Алмиранте Браун“ участва в тържествата по случай встъпването в длъжност на президента на Аржентина Роберто Ортис. В периода ноември—декември крайцерът извършва плаване до Лима, доставяйки там министъра на външните работи на страната Хосе Кантило. През август 1939 г. „Алмиранте Браун“ е в Монтевидео, доставяйки там президента на Уругвай Алфредо Балдомиро. При това корабът, както и преди, взема активно участие във всички учения и маневри на флота. По време на поредните учения при Огнена Земя, крайцерът става участник в най-трагичния инцидент в аржентинския флот. На 3 октомври 1941 г., в условията на гъста мъгла, „Алмиранте Браун“ се врязва в разрушителя „Кориентес“ (на испански: ARA Corrientes (T-8)) от типа „Буенос Айрес“ Ударът е в средната част, след което разрушителят се пречупва на две и потъва. Практически веднага в кърмата на крайцера се врязва линкора „Ривадавия“. „Алмиранте Браун“ получава тежки повреди, но остава на вода благодарение на умелите и решителни действия на екипажа и на свой ход достига базата на флота Пуерто Белграно. Ремонтът на кораба продължава над три месеца.
През октомври 1942 г. „Алмиранте Браун“ в състава на дивизия крайцери е в Чили, където участва в отбелязването на столетие от деня на смъртта на Бернардо О’Хигинс. В края на 1942 г. корабът влиза за основен ремонт, който продължава над година. В действащия състав на флота „Алмиранте Браун“ се връща в началото на 1944 г. На 27 март 1945 г. Аржентина обявява война на Германия и Япония, и през юли крайцерът безуспешно издирва германските подводни лодки, останали в Южния Атлантик след капитулацията на Германия.
През 1946 г. крайцерът посещава Валпараисо, а след това участва в тържествата по повод инавгурацията на Хуан Перон. През 1947 г. и 1948 г. „Алмиранте Браун“ участва в ученията на флота при бреговете на Антарктида. През 1949 г. крайцера прави визита на добра воля в Ню Йорк, посещавайки на обратния си път Тринидад. През 1951 г., във връзка с покупката в САЩ на леки крайцери от типа „Бруклин“, „Алмиранте Браун“ е преведен във 2-ра дивизия крайцери. От 1952 г. корабът е изведен в резерва и стои в Пуерто Белграно с минимален екипаж. Независимо от това моряците съумяват да изведат своя кораб в океана в хода на въстанието от 16 септември 1955 г., свалило диктатурата на Перон.
През 1956 г. – 1957 г. „Алмиранте Браун“ извършва учебни плавания с кадети на борда. След 1957 г. той вече рядко излиза от базата. През 1959 г. отново е изваден в резерва, а през 1960 г. напълно е разоръжен. „Алмиранте Браун“ е отписан от флота на 27 юни 1961 г., а на 2 март 1962 г. е продаден на търг на италианска фирма за метал. Корабът, през същата година, е отбуксиран в Италия където и е разкомплектован.